# ゆく年くる年 くりぃむしちゅーの世紀の大予言 知ってる?2004。
くりぃむしちゅーの知ってる?2004 は、ニッポン放送で放送された年末年始特別深夜ラジオ番組。
2003年12月31日から2004年1月1日にかけて放送された。

## 概要
- 2003年3月から当時放送していたくりぃむしちゅー上田晋也がパーソナリティの番組「知ってる?24時。」と2003年9月から放送していたくりぃむしちゅー有田哲平パーソナリティの番組「目からウロコ!21」の年末年始合体スペシャル番組であったが、有田哲平は電話出演のみであった。

## パーソナリティ
- くりぃむしちゅー（上田晋也・有田哲平）

## 放送時間
- 2003年12月31日22:00-2004年1月1日1:00
- 全国36局ネット放送